# 多文件介面
多文档界面（Multiple Document Interface），簡稱MDI，主要应用于基于图形用户界面的系统中。其目的是同时打开和显示多个文档，便于参考和编辑资料。
并非所有基于图形用户界面的软件都具有MDI，许多软件，如MS Windows下的记事本，在一个运行中只能打开一个文档，因此不能被称为具有MDI的软件。但是Windows Explorer则可以同时打开多个文件窗口（文档），因此是MDI软件。
MDI可以使用多种方式组织文档，包括窗口、标签（tab）、缓冲区（buffer）等。
此外，基于文本界面的许多软件实际上也具有MDI，典型代表包括Emacs、vi（m）和w3m等等。

## 相關
- 單一文件介面（SDI）
- 分頁 (GUI)

## 外部連結
- SDI 和 MDI （页面存档备份，存于）